# South of the Border (canción de Ed Sheeran)
«South of the Border» es una canción interpretada por el cantante y compositor británico Ed Sheeran, junto a la cantante cubanomexicana Camila Cabello y la rapera estadounidense Cardi B. Fue lanzada el 12 de julio de 2019 como el séptimo sencillo del cuarto álbum de estudio de Sheeran No.6 Collaborations Project. La pista fue escrita por Ed Sheeran, Camila Cabello, Belcalis Almanzar, Fred Gibson, Jordan Thorpe y Steve Mac.

## Antecedentes y lanzamientos
«South of the Border» fue anunciado como la segunda pista del álbum No.6 Collaborations Project. Fue lanzada el 12 de julio de 2019 como el sexto sencillo, Ed Sheeran, Camila Cabello, Belcalis Almanzar, Fred Gibson, Jordan Thorpe y Steve Mac, mientras que la producción fue llevada a cabo por Ed Sheeran, Fred y Steve Mac.

## Video musical
El 12 de julio, se publicó un video lírico del tema, mientras que el 4 de octubre se lanzó el video musical de «South of the Border». En el Sheeran interpreta a Teddy Fingers, mientras que Cabello interpreta a Mariposa, y Cardi B aparece junto a la actriz Alexis Ren represetando los papeles de Scarlet Jones y el actor Paul Karmiryan como Agente X.

## Créditos y personal
Créditos adaptados de Tidal.
- Ed Sheeran  - voz, compositor, productor, guitarra
- Camila Cabello  - voces, compositora
- Cardi B  - voces, compositora
- Fred Gibson  - compositor, productor, bajo, batería, teclados
- Steve Mac  - compositor, productor, teclados, sintetizador
- Pardison Fontaine  - compositor
- Evan LaRay - ingeniero
- John Hanes - ingeniero
- Simone Torres - ingeniera
- Stuart Hawkes - masterización
- Serban Ghenea - mezcla
- Chris Laws - programación

## Posicionamiento en listas
| Listas (2019)                             | Mejor posición |
| ----------------------------------------- | -------------- |
| Alemania (Official German Charts)         | 33             |
| Australia (ARIA)                          | 12             |
| Austria (Ö3 Austria Top 40)               | 44             |
| Bélgica (Ultratop) Flanders               | 1              |
| Bélgica (Ultratop 50) Wallonia            | 50             |
| Brasil Top 100 Brasil                     | 98             |
| Brasil Top 10 Pop Internacional           | 9              |
| Canadá (Canadian Hot 100)                 | 14             |
| Croacia (HRT)                             | 6              |
| Dinamarca (Tracklisten)                   | 18             |
| Escocia (Official Charts Company)         | 11             |
| Eslovaquia (Singles Digitál Top 100)      | 8              |
| España (PROMUSICAE)                       | 61             |
| España (Bucle Top 20)                     | 14             |
| Estados Unidos (Billboard Hot 100)        | 53             |
| Estados Unidos (Rolling Stone Top 100)    | 6              |
| Estonia (Eesti Ekspress)                  | 13             |
| Finlandia (Suomen virallinen lista)       | 7              |
| Francia (SNEP)                            | 80             |
| ! Grecia International Digital Singles    | 30             |
| Hungría (Single Top 40)                   | 21             |
| Hungría (Stream Top 40)                   | 11             |
| Islandia (Tonlist)                        | 36             |
| Italia (FIMI)                             | 69             |
| Irlanda (IRMA)                            | 6              |
| Israel (Media Forest)                     | 4              |
| México (Mexico Inglés Airplay)            | 11             |
| Noruega (VG-lista)                        | 13             |
| Nueva Zelanda Hot Singles (RMNZ)          | 14             |
| Países Bajos (Dutch Top 40)               | 15             |
| Países Bajos (Single Top 100)             | 28             |
| Portugal (AFP)                            | 33             |
| Reino Unido (UK Singles Chart)            | 4              |
| República Checa (Singles Digitál Top 100) | 10             |
| Singapur (RIAS)                           | 9              |
| Suecia (Sverigetopplistan)                | 14             |
| Suiza Schweizer Hitparade                 | 19             |

## Certificaciones
| País (organismo certificador) | Certificación | Unidades certificadas |
| ----------------------------- | ------------- | --------------------- |
| Australia (ARIA)              | Platino       | 70 000                |
| Canadá (Music Canada)         | Platino       | 80 000                |
| Nueva Zelanda (RIANZ)         | Oro           | 15 000                |
| Reino Unido (BPI)             | Plata         | 200 000               |